# Valdiviella ignota
Valdiviella ignota är en kräftdjursart som beskrevs av Sewell 1929. Valdiviella ignota ingår i släktet Valdiviella och familjen Aetideidae. Inga underarter finns listade i Catalogue of Life.